# Правовой статус Крыма после аннексии Россией
Правовой статус Крыма после аннексии Россией — особенности ныне действующего законодательства Российской Федерации, Украины и других государств, касающиеся въезда, выезда, пребывания и деятельности на территории Крымского полуострова. Данная территория была аннексирована Российской Федерацией и находится под её контролем, но при этом является объектом территориального спора между РФ и Украиной: обе страны рассматривают Крым как неотъемлемую часть своей территории. Власти третьих стран могут занимать различные позиции по крымскому вопросу и в связи с этим устанавливать или не устанавливать различные правила и ограничения для граждан и организаций, осуществляющих различные виды деятельности на территории Крыма.
Подавляющее большинство стран — членов ООН рассматривает весь Крымский полуостров как неотъемлемую часть Украины.

## Права населения

### Гражданство и удостоверение личности
Просуществовавшая в качестве частично признанного независимого государства всего два дня Республика Крым не вводила своего отдельного гражданства и не выдавала собственных паспортов. Большинство лиц, проживавших на её территории, до аннексии Крыма Россией имело гражданство Украины, а после аннексии фактически приобрело гражданство Российской Федерации.

#### Российская Федерация
Гражданам Украины и лицам без гражданства, постоянно проживавшим в пределах украинских регионов — Автономной Республике Крым и городе Севастополе — по состоянию на 18 марта 2014 года был предоставлен выбор между приобретением гражданства РФ, получением российского вида на жительство и выездом за пределы Крыма; гражданам третьих стран, ранее въехавшим в Крым в соответствии с законодательством Украины, следовало обратиться в представительство МИД России в Симферополе для решения вопроса о выезде.
На граждан Украины, проживавших в Крыму не постоянно, а временно, не распространялся установленный порядок признания гражданами РФ. Однако ряду граждан с украинской временной регистрацией, в том числе проживавшим в общежитиях студентам вузов, российские паспорта были выданы. Летом 2015 года ФМС РФ начала изымать такие паспорта как незаконно выданные и отменять решения о предоставлении российского гражданства как неправомерные, что для студентов создало угрозу отчисления из вузов.
Законодательство Российской Федерации допускает двойное и множественное гражданство (ч. 1 ст. 62 Конституции РФ, ст. 6 Федерального закона «О гражданстве Российской Федерации»). Если гражданин РФ приобретает другое гражданство, он не лишается гражданства России; но если гражданин другой страны желает стать гражданином РФ, он — по действовавшей до 24 июля 2020 редакции закона о гражданстве РФ — должен был, за редкими исключениями,  отказаться от своего прежнего гражданства, для чего ему следовало обратиться в полномочный орган соответствующего государства (статьи 13 и 14 ФЗ «О гражданстве РФ»). Однако к жителям Крыма, принимавшим российское гражданство в порядке оптации при изменении государственной принадлежности территории, эти нормы не применяются, а применяется статья 17 Федерального закона «О гражданстве Российской Федерации», согласно которой, порядок изменения гражданства в этом случае определяется соответствующим международным договором. Таковым стал «Договор между Российской Федерацией и Республикой Крым о принятии в Российскую Федерацию Республики Крым и образовании в составе Российской Федерации новых субъектов». Согласно ему (ст. 5), для признания граждан Украины, постоянно проживавших на территории Крыма, гражданами РФ не требовалось их обращений в полномочный орган Украины с заявлениями об отказе от украинского гражданства. Принятый во исполнение этого договора Федеральный конституционный закон № 6-ФКЗ «О принятии в Российскую Федерацию Республики Крым и образовании в составе Российской Федерации новых субъектов Республики Крым и города федерального значения Севастополя» также не требовал оформления отказа от гражданства Украины и не требует его сейчас. Часть 3 статьи 4 этого закона устанавливала, что ограничения по государственной и муниципальной службе, установленные российским законодательством для лиц с двойным гражданством, в отношении крымчан, имеющих двойное гражданство, начнут действовать через месяц после принятия Крыма и Севастополя в состав РФ. С 29 декабря 2014 года в закон добавилась ч. 4 ст. 4, согласно которой вместо обращения к властям Украины с заявлением об отказе от украинского гражданства такой гражданин может подать заявление о нежелании состоять в гражданстве иностранного государства в ФМС РФ, после чего на российской территории он будет считаться гражданином России, не имеющим гражданства иностранного государства. К середине мая 2015 года было принято порядка 19 тысяч таких заявлений.
Те, кто не подавал ни такого заявления в ФМС РФ, ни заявления украинским властям о выходе из гражданства Украины, рассматриваются как граждане РФ с двойным гражданством, но с некоторыми временными послаблениями. Связанные с этим ограничения по российской государственной и муниципальной службе для них вступили в силу с 18 апреля 2014 года, а обязанность уведомлять российские власти о наличии иностранного гражданства, вида на жительства или иного документа, дающего право на постоянное проживание в другой стране, для них была введена только с 1 января 2016 года, в то время как для большинства других граждан РФ с двойным гражданством — с 4 августа 2014 года. В сентябре 2015 года Валентина Козакова, начальник управления по вопросам гражданства и видов на жительство ФМС России, сообщила о том, что с начала 2016 года крымчане, имеющие второе гражданство, в том числе и украинское, будут обязаны уведомить об этом органы ФМС. Но в декабре того же года заместитель начальника управления ФМС России по РК Сергей Крылов заявил, что жители Республики Крым и Севастополя, имевшие украинское гражданство на момент получения российских паспортов, вообще могут не сообщать о наличии гражданства Украины, поскольку они его не приобретали, а уже были таковыми на момент аннексии Российской Федерацией.
C 30 июня 2015 года жителям Крыма с двойным российско-украинским гражданством, имеющим действующие загранпаспорта Украины, российские заграничные паспорта могут быть выданы без уплаты госпошлины при первом обращении за получением российского загранпаспорта.
Известен случай, когда вопрос об автоматически присвоенном российском гражданстве имел значение для расследования уголовного дела. О. Г. Сенцов и А. А. Кольченко, обвиняемые российскими властями в терроризме, продолжают считать себя гражданами Украины, не получали российских паспортов, но не успели в срок до 17 апреля 2014 года подать в ФМС РФ заявления об отказе от получения российского гражданства, а в мае были арестованы. На основании справок из ФМС они были признаны российскими гражданами, и следственный орган ФСБ РФ, рассматривая их только как граждан РФ, отказался допускать к ним украинского консула. В ответе Генпрокуратуры РФ Олег Сенцов был признан «де-юре» гражданином РФ, поскольку между РФ и Украиной нет договора по вопросам двойного гражданства, но «де-факто» — человеком с двойным гражданством. Украинские власти признают обоих гражданами Украины.
По информации интернет-портала «Крым. Реалии» радиостанции «Радио Свободная Европа», в российских загранпаспортах, выдаваемых крымскими подразделениями ФМС РФ, местом выдачи значится не Крым, а Краснодарский край (код «23»); несмотря на это, некоторые граждане едут получать загранпаспорта России за пределы Крыма, чаще всего в Новороссийск.

#### Украина
Власти Украины не признают автоматического или принудительного присвоения российского гражданства украинским гражданам, проживавшим в Крыму. Согласно Закону Украины «О гражданстве Украины», гражданин Украины, постоянно проживающий в другой стране, может выйти из гражданства Украины, только добровольно подав через дипломатическое представительство Украины заявление о выходе из гражданства на имя Президента Украины, и украинское гражданство прекращается со дня выхода соответствующего указа Президента Украины.
В отличие от российского, украинское законодательство не признаёт и не допускает множественного гражданства, а потому требует, чтобы при вступлении в гражданство Украины человек подписал обязательство отказаться от всех имеющихся у него других гражданств. Это обязательство следует выполнить в срок два года после получения гражданства Украины, а при невозможности оформить отказ у властей соответствующей страны — подписать украинскую декларацию об отречении от иного гражданства (ст. 9 Закона Украины «О гражданстве Украины»). Если же совершеннолетний гражданин Украины добровольно и намеренно приобретает иное гражданство или добровольно поступает на военную либо полицейскую службу в другой стране, он в результате утрачивает гражданство Украины (части 1 и 3 статьи 19). Но и в этом случае прекращение украинского гражданства происходит только на основании указа Президента Украины (ч. 3 ст. 19), а до вступления в силу такого указа человек продолжает считаться гражданином Украины со всеми его правами и обязанностями (ст. 20).
Однако автоматическое присвоение иного гражданства вследствие применения законодательства другого государства — не считается добровольным приобретением, если гражданин Украины не стал получать документ, удостоверяющий иное гражданство (пп. «г» п. 1 ч. 1 ст. 19). А житель Крыма, даже получивший российский паспорт, но сохранивший украинский, остаётся гражданином Украины. Власти Украины не признают гражданами России тех людей, которые получили российские паспорта на территории Крыма.
Таким образом, власти РФ (как и любого другого государства, кроме Украины) не могут принимать решения о прекращении украинского гражданства жителей Крыма и Севастополя. ГМС Украины рекомендует указанными гражданам не отдавать свои украинские паспорта представителям властей других государств (в т.ч. РФ) или иным лицам, поскольку такая сдача паспорта не означает выхода из гражданства Украины, и есть риск использования этих паспортов для совершения противоправных действий. Поскольку работающих представительств ГМС Украины на территории Крыма и Севастополя нет, для оказания паспортных услуг проживающим там гражданам Украины ГМС открыла специализированный отдел в посёлке Новотроицкое Херсонской области; также они могут обращаться в другие подразделения ГМС на территории Херсонской области для восстановления утраченных паспортов Украины и по другим вопросам. В 2018 году наблюдался резкий рост количества украинских паспортов, выдаваемых жителям Крыма: с января по август 4,5 тысячи человек получили ID-карты, 55,4 тыс. чел. — загранпаспорта, что в 6 раз больше, чем за тот же период 2017 года.

### Судопроизводство
Согласно федеральному конституционному закону о аннексии Крыма Россией, до создания на территории Крыма российских судов правосудие от имени РФ в Крыму осуществляют суды, действующие на день аннексии. Лица, замещающие должности судей этих судов, продолжают осуществлять правосудие до создания и начала деятельности на указанных территориях российских судов при условии наличия у них гражданства РФ. 23 декабря 2014 года Пленум Верховного суда РФ постановил считать днём начала работы созданных в Крыму российских федеральных судов 26 декабря 2014 года.
Согласно украинскому закону «Об обеспечении прав и свобод граждан и правовом режиме на временно оккупированной территории Украины», «в связи с невозможностью осуществления правосудия судами Автономной Республики Крым и города Севастополя» соответствующие дела должны рассматриваться судами в Киеве. В связи с деятельностью судей на территории полуострова Генпрокуратура Украины ведет уголовное производство по статье «государственная измена».
Как заявила Глава дипломатии ЕС Федерика Могерини, комментируя суд над крымчанами Олегом Сенцовым и Александром Кольченко, «российские суды не компетентны судить действия, совершенные за пределами международно признанной территории России. ЕС рассматривает это дело как нарушение международного права и элементарных норм правосудия». С аналогичными заявлениями выступили представители США и Латвии. США считает подсудимых заложниками, которые для отправки в российскую тюрьму были захвачены на территории Украины (в Крыму), и которым было навязано гражданство России.
По заявлению неформального объединения «Крымская полевая миссия по правам человека», опубликованному 22 декабря 2014 года, в то время деятельность судей в Крыму не соответствовала законодательству России, поскольку:
- ни один из них не был назначен на должность судьи в порядке, предусмотренном законодательством РФ;
- многие судьи не прошли квалификацию Высшей квалификационной коллегии судей (ВККС) РФ, а значит, не имели права осуществлять правосудие;
- не было известно ни одного случая отказа судей Крыма от украинского гражданства, а законы РФ прямо запрещают занимать должность судьи иностранным гражданам.

## Въезд, пребывание и выезд

### Позиции и меры сторон конфликта

#### Российская Федерация
Со вступлением в силу Федерального конституционного закона от 21.03.2014 № 6-ФКЗ «О принятии в Российскую Федерацию Республики Крым и образовании в составе Российской Федерации новых субъектов Республики Крым и города федерального значения Севастополя» территория Республики Крым и города Севастополя рассматривается российским законодательством как неотъемлемая часть территории РФ. По мнению российских властей, право на самоопределение, в том числе «свободное присоединение к независимому государству или объединение с ним» было реализовано населением Крыма «в экстремальных условиях невозможности реализации права на самоопределение в рамках Украины, усугубившихся приходом к власти незаконных властей, которые не представляют весь украинский народ».
По закону Российской Федерации, въезд в Крым с территорий других государств, в том числе с территории Украины, подконтрольной Киеву, равно как выезд из Крыма на эти территории, должен осуществляться через российские пограничные пункты пропуска с прохождением пограничного контроля. Для граждан России он свободен; гражданам других стран и лицам без гражданства может потребоваться российская виза, если для них не установлен безвизовый режим въезда в РФ (см. Визовая политика России). Иначе такой проезд рассматривается как незаконное пересечение государственной границы и может повлечь административную и уголовную ответственность (о случаях применения сведений нет).
Въезд любых лиц в Крым с остальной территории, подконтрольной Российской Федерации, как и выезд из Крыма на такую территорию, рассматривается российским законодательством как перемещение внутри страны. Гражданам РФ, а также законно находящимся на российской территории гражданам других государств и лицам без гражданства не требуется для этого получать дополнительные разрешения или документы. На территории Республики Крым и города Севастополя в настоящее время (январь 2018 года) нет закрытых административно-территориальных образований и территорий с регламентированным посещением иностранцами. Власти РФ отрицают, что посещение Крыма в соответствии с российским законодательством может вызвать проблемы при последующих поездках в другие государства. В то же время такой въезд в Крым, выезд из Крыма или транзитный проезд через территорию Крыма может рассматриваться как незаконный властями Украины и третьих стран.
В октябре 2014 года министр РФ по делам Крыма Олег Савельев сообщил о планах выдачи 30-дневных деловых и туристических виз по прибытии, действительных только на территории Крымского федерального округа. Это упростит посещение Крыма гражданами США и ряда стран Европы, которые до аннексии Крыма Россией могли его посещать в безвизовом порядке, а после — только по предварительно полученным российским визам. Однако на январь 2018 года такие виды виз так и не были установлены.

#### Украина
По действующим законам Украины, въезд любых людей в Крым и выезд из Крыма допускается только через автомобильные и железнодорожные контрольные пункты въезда-выезда, расположенные на границе между Крымом и территорией Украины, подконтрольной Киеву. Кроме того, лица, не имеющие украинского гражданства, должны предварительно получать разрешения на въезд от властей Украины. Транзитный проезд через Крым запрещён.
Власти Украины рассматривают действия России по аннексии Крыма как прямое нарушение Будапештского меморандума, которым Россия, Великобритания и США подтвердили Украине своё обязательство в соответствии с принципами Заключительного акта СБСЕ уважать независимость, суверенитет и существующие границы Украины, Договора о дружбе, сотрудничестве и партнёрстве, которым РФ и Украина обязались уважать целостность друг друга и признавали существующие между ними границы, и Договора о российско-украинской государственной границе, согласно которому Крым признаётся неотъемлемой частью Украины.
Согласно законодательству Украины, Автономная Республика Крым и город Севастополь являются временно оккупированными территориями, статус которых установлен Законом Украины «Об обеспечении прав и свобод граждан и правовом режиме на временно оккупированной территории Украины». В соответствии со статьёй 10 этого закона, въезд в Крым и выезд из него должен осуществляться только через украинские контрольные пункты въезда-выезда (укр. контрольні пункти в’їзду-виїзду) (следует отличать их от пунктов пропуска через государственную границу Украины (укр. пункти пропуску через державний кордон України)), подчинённые Погранслужбе Украины. На июль 2015 г. установлено семь контрольных пунктов въезда-выезда: три автомобильных (Каланчак, Чаплинка, Чонгар) и четыре железнодорожных (Херсон, Мелитополь, Вадим и Новоалексеевка); следовательно, воздушное и морское сообщение с Крымом не признаётся законным. Для граждан Украины въезд и выезд беспрепятственный, по предъявлению документа, удостоверяющего личность и гражданство; для граждан других государств и лиц без гражданства — только по специальному разрешению, выданному в порядке, установленном Кабинетом министров Украины. И те, и другие должны возвращаться на территорию Украины, подконтрольную Киеву, через эти же пункты — транзитный проезд через Крым запрещён.
Порядок выдачи разрешений был установлен Постановлением Кабинета министров Украины № 367 от 4 июня 2015 г. «Об утверждении порядка въезда на временно оккупированную территорию Украины и выезда с неё» (укр. Про затвердження Порядку в’їзду на тимчасово окуповану територію України та виїзду з неї); согласно этому документу, лица, не имеющие украинского гражданства (в том числе жители Крыма, получившие российское гражданство, отказавшись от украинского), могут получить разрешение в Государственной миграционной службе Украины при наличии веских оснований: проживания на территории Республики Крым близких родственников или расположения там мест их захоронения, права собственности на недвижимость в Крыму, поездок с целью обеспечения государственных интересов Украины либо регулярных поездок, связанных с трудовой деятельностью. В паспорта и в разрешения таких лиц ставятся отметки о въезде на территорию Крыма и выезде с неё. Въезд в Крым с иными, в том числе туристическими, целями украинским законодательством не допускается. К началу июля 2015 г. за разрешениями на посещение Крыма в ГМС Украины обратилось около 500 человек, и примерно 350 из них получили такие разрешения.
16 сентября 2015 года Кабинет министров Украины распорядился изменить порядок въезда на территорию Крыма, дополнив список оснований для выдачи разрешений на въезд и установив требования к иностранным журналистам, правозащитникам и другим гражданам. Основаниями для получения разрешения на въезд стали также: проповедование религиозных вероучений, выполнение религиозных обрядов или удовлетворение религиозных потребностей (исключительно по ходатайству или согласованию с Минкультуры Украины), а также участие в мероприятиях Меджлиса крымскотатарского народа. Иностранные журналисты должны получать специальные разрешения по согласованию с Министерством информационной политики Украины. Правозащитники, представители международных правительственных и неправительственных организаций должны согласовывать свой визит с Министерством иностранных дел Украины. В конце ноября 2018 года в связи с введением военного положения на части территории Украина полностью запретила въезд в Крым любых лиц без украинского гражданства; ранее законно въехавшие могут вернуться на территорию Украины, подконтрольную Киеву.
Иное проникновение в Крым, в том числе прибытие с другой территории, контролируемой РФ, из открытого моря и с территорий третьих стран, является нарушением закона Украины и может привести к административному наказанию, а в случае въезда в Крым с целью причинения вреда государственным интересам Украины — к уголовному. Кроме того, проезд в Крым не с территории Украины, подконтрольной Киеву, или из Крыма не на эту территорию, рассматривается украинским законодательством как уголовное преступление — незаконное пересечение государственной границы. Советник министра внутренних дел Украины, депутат Верховной рады Антон Геращенко утверждает, что граждане, прибывшие в Крым через российскую территорию, будут считаться нарушителями государственной границы Украины.
Лицам, не имеющим украинского гражданства или разрешения ГМС Украины, запрещается проезд из Крыма на территорию Украины, подконтрольную Киеву; попытка такого проезда или прохода может привести к задержанию на контрольном пункте въезда-выезда и принудительному возвращению в Крым либо в своё государство, с запретом въезда на Украину на определённый срок. Погранслужба Украины в июле 2015 года заявила о выявлении на контрольных пунктах въезда-выезда более 700 человек и нескольких транспортных средств, пытавшихся проехать из Крыма на территорию Украины, подконтрольную Киеву, с нарушением украинского законодательства, в том числе прибывших в Крым с других территорий, подконтрольных России. Служба безопасности Украины объявила об установлении запрета въезда на Украину сроком на 3 года десяти депутатам Национального собрания и Сената Франции, совершившим в июле 2015 года публичную поездку в Крым без согласования с властями Украины, а Генеральная прокуратура Украины — о возбуждении уголовного дела по факту такого въезда. По сообщению Госпогранслужбы Украины, по состоянию на август 2017 года въезд на Украину запрещён 3148 гражданам РФ, из которых около ста человек — известные публичные лица, посетившие Крым без согласия властей Украины, а всего за 2017 год было составлено около 2300 протоколов административных протоколов о нарушении порядка посещения Крыма, и примерно 1500 гражданам других государств за такие нарушения был запрещён въезд на Украину. За первые семь месяцев 2018 года въезд на Украину был запрещён сроком на три года ещё 740 гражданам других государств, которые посещали Крым, ДНР и ЛНР с нарушением установленного украинскими властями порядка. Также по состоянию на 2017 год есть сведения о реальном применении украинскими властями санкций против граждан и организаций за нарушения порядка хозяйственной и экономической деятельности на территории Республики Крым.
В июле 2015 года Министерство иностранных дел Украины направило другим государствам ноту об установленном украинскими властями порядке въезда в Крым и выезда из Крыма.
Несмотря на такой установленный властями Украины порядок получения разрешений на посещение Крыма, в августе 2016 года члены российской политической партии ПАРНАС обратились в Генеральное консульство Украины в Ростове-на-Дону с заявлениями на открытие «транзитных виз в Украину»[sic] для посещения Крыма. МИД Украины ответило отказом, заявив, что Украина не может разрешить проведение в Крыму выборов депутатов другого государства и связанной с ними политической агитации. ПАРНАС объявила, что подчинится этому решению властей Украины и в Крыму вести предвыборную кампанию не будет.
Жителям Крыма, получившим российское гражданство при аннексии Крыма Россией, не разрешается въезд на территорию Украины, подконтрольную Киеву, по российским паспортам или другим российским документам, выданным в Крыму; такие документы власти Украины считают недействительными. На эту же территорию не будут пропущены автомобили с оформленными в Крыму российскими документами или ввезённые в Крым не через украинские контрольные пункты въезда-выезда. Решением СНБО введены санкции (которые могут включать запрет въезда на Украину) против граждан, участвовавших в российских выборах в Крыму (в том числе избранных на них и членов избирательных комиссий), а также сотрудников российских правоохранительных органов и судов, действующих в Крыму, работников крымских предприятий, сменивших государственную регистрацию с украинской на российскую. 14 мая 2017 года Президент Украины Пётр Порошенко заявлял, что «временно перемещённым лицам» — жителям неподконтрольных Киеву территорий Крыма, Донецкой и Луганской областей — украинские биометрические заграничные паспорта должны выдаваться только после «проведения соответствующей процедуры», и что эти жители смогут воспользоваться правом безвизового въезда в страны ЕС, предоставляемого гражданам Украины с 12 июня 2017 года, только после восстановления контроля Киева над этими территориями. Но уже 24 мая того же года он же поручил выдавать вышеуказанным людям украинские заграничные паспорта старого образца при невозможности выдачи биометрических. 12 июня пресс-секретарь госпредприятия «Документ» Владимир Полищук (укр. Володимир Поліщук) разъяснил, что гражданам Украины, прописанным на неподконтрольных Киеву территориях, биометрические загранпаспорта могут быть выданы после предъявления дополнительных документов (свидетельства о рождении, военного билета или др.) и проведения проверки идентификации личности в других органах власти Украины.
Бывший министр курортов и туризма Крыма, а ныне советник министра аграрной политики и продовольствия Украины Александр Лиев заявил, что Киев планирует передавать списки лиц, посетивших Крым с нарушением украинского законодательства, властям стран Евросоюза для решения вопроса об отказе в шенгенских визах либо аннулировании их; позднее анонимный источник газеты «Коммерсантъ» опроверг возможность аннулирования виз.
Ссылки
1. ↑  Пропуск осіб через адміністративнумежу з АРК. Громадяни України (укр.). Погранслужба Украины (19 сентября 2017). Дата обращения: 18 января 2018. Архивировано 19 января 2018 года.
2. ↑  Пропуск осіб через адміністративнумежу з АРК. Іноземці та особи без громадянства (укр.). Погранслужба Украины (19 сентября 2017). Дата обращения: 18 января 2018. Архивировано 18 января 2018 года.

Блокада грузоперевозок
В сентябре 2015 года на территории Херсонской области контроль автотранспортного сообщения с Крымом начали осуществлять не только органы государственной власти Украины, но и общественные активисты из числа членов «Меджлиса крымскотатарского народа» и «Правого сектора». Они инициировали на автомобильных дорогах у контрольных пунктов въезда-выезда Каланчаевка, Чаплинка и Чонгар бессрочную акцию по блокаде поставок продовольственных товаров в Крым, препятствуя проезду грузового автотранспорта. При этом легковой автотранспорт только досматривался, пешеходы не задерживались. Президент Украины Пётр Порошенко, поддержав проводимую акцию, заявил, что её целью является «скорейшее возобновление государственного суверенитета над полуостровом». По словам Порошенко, украинские пограничники и МВД получили приказ обеспечивать правопорядок и отсутствие провокаций при проведении акции
С 23 ноября 2015 года правительство Украины в ответ на обращение президента Порошенко установило временный запрет на «перемещение грузовых потоков» между территорией Крыма и территорией Украины, подконтрольной Киеву.
16 декабря 2015 года правительство Украины приняло решение о запрете поставок работ, товаров и услуг в Крым и из Крыма. Действие постановления не распространяется на поставку из Крыма на Украину товаров, имеющих стратегическое значение для отраслей экономики и безопасности государства, при подтверждении Министерства экономического развития и торговли, а также на ввоз в Крым гуманитарной помощи, оказываемой международными гуманитарными организациями в соответствии с перечнем, утверждённым Министерством социальной политики. Решение вступает в силу через 30 дней после принятия. Для поставок электроэнергии в Крым будет требоваться отдельное разрешение Совета национальной безопасности и обороны (СНБО) Украины. Запрет не распространяется на «личные вещи граждан, которые перемещаются в ручной клади и/или сопровождаемом багаже, и социально значимые продукты питания, суммарная стоимость которых не превышает эквивалент 10 тыс. грн, а суммарный вес — не более 50 кг на одного человека. Исключения в отношении продуктов питания применяется только в случае, если лицо, которое ввозит товары на временно оккупированную территорию, въезжает на неё не чаще одного раза в течение суток», — сообщила пресс-служба правительства.

### Позиции и меры третьих государств и организаций
Вопрос о возможности применения властями третьих государств, поддерживающих позицию Украины по Крыму, санкций за посещение Крыма без разрешения украинских властей является спорным.
Рекомендация Общества защиты прав потребителей Российской Федерации
22 июня 2015 года генеральный директор Общества защиты прав потребителей «Общественный контроль» Михаил Аншаков сообщил, что в его организацию обратилось несколько десятков граждан РФ, посетивших Крым без разрешения властей Украины, и им было впоследствии отказано в выдаче шенгенских виз — без официального разъяснения причин отказа, но, вероятно, в связи с посещением Крыма.
По мнению Михаила Аншакова, власти других государств могут узнать о пребывании конкретного гражданина в Крыму по данным сервисов геолокации соцсетей (сервера которых могут быть расположены на территории других стран), сервисов продажи авиабилетов (доступ к их данным есть не только у российских авиакомпаний) и безналичных банковских платежей. Он же рекомендовал при необходимости въезжать в Крым с территории Украины, подконтрольной Киеву, получив разрешение украинских властей в соответствии с законодательством Украины; в противном случае, по его мнению, возможно уголовное преследование со стороны властей Украины и даже объявление в международный розыск. По сообщению анонимного источника газеты «Коммерсантъ» в ЕС, такая массовая слежка за гражданами РФ в Крыму властями стран ЕС проводиться не будет.
Пресс-секретарь «Российского союза туриндустрии» Ирина Тюрина не согласна с такими опасениями и считает, что никаких проблем у российских туристов в связи с посещением ими Крыма не возникнет; она же утверждает, что сведения ОЗПП «Общественный контроль» не носят даже рекомендательного характера, поскольку эта организация, по её мнению, не уполномочена заявлять об опасностях уголовного преследования туристов в других странах, а уполномоченные на это МИД РФ, Роспотребнадзор и Ростуризм подобных заявлений не делали. Михаил Аншаков же утверждает, что МИД и Ростуризм замалчивают информацию о проблемах.
Власти РФ отрицают возможность наступления этих или других отрицательных последствий посещения Крыма российскими гражданами. Своё несогласие с выводами Михаила Аншакова выразило Федеральное агентство по туризму. Пресс-секретарь Президента РФ Дмитрий Песков назвал абсурдной рекомендацию ОЗПП и саму постановку вопроса. Позднее и Президент РФ Владимир Путин раскритиковал публикацию памятки ОЗПП и заявил, что это не забота о российских гражданах, а обслуживание интересов иностранных государств в отношении России.

#### Совет Европы
Парламентская ассамблея Совета Европы в январе 2016 года признала законной практику введения санкций против депутатов, которые посещают оккупированные территории, в том числе — Крым.

#### Европейский союз
Официальные представители властей большинства стран ЕС не подтвердили, но и не опровергли возможность отказа в визе из-за посещения Крыма с нарушением законодательства Украины. Анонимный высокопоставленный источник газеты «Коммерсантъ» в структурах ЕС отрицает возможность аннулирования ранее выданных шенгенских виз вследствие посещения Крыма, отслеживания властями ЕС посещений Крыма гражданами РФ и установления со стороны ЕС дополнительных визовых ограничений для Крыма, помимо официально объявленных.
В марте 2014 года пресс-служба Еврокомиссии сообщила, что российским гражданам, проживающим на территории Крыма, не будут выдаваться шенгенские и другие европейские визы в посольствах и визовых центрах стран ЕС на территории РФ, и они должны обращаться в консульства и визовые центры, находящиеся на территории Украины, подконтрольной Киеву, причём с украинскими паспортами; Вигаудас Ушацкас также заявлял, что жители Крыма, независимо от гражданства, для получения шенгенских виз должны обращаться в консульства на территории Украины. Это же подтвердил пресс-секретарь представительства ЕС в РФ Сорен Либориус: несмотря на признание аннексии Крыма Россией незаконной, никаких изменений порядка выдачи шенгенских виз в связи с этим нет; граждане как РФ, так и Украины, зарегистрированные в Крыму, должны обращаться в консульства стран — участников Шенгенского соглашения на территории Украины, подконтрольной Киеву. На территории самого Крыма дипломатические учреждения и визовые центры стран ЕС были закрыты вскоре после его аннексии.
Однако в ноябре того же года, по информации «VFS Global» и нескольких туристических компаний, четыре страны ЕС — Греция, Италия, Нидерланды и Чехия — выдавали визы на территории РФ указанным российским гражданам. Эта информация была опровергнута посольствами Чехии и Греции.
Постоянный представитель РФ при ЕС Владимир Чижов расценил такую практику как противоречащее международному праву коллективное наказание большой группы людей за их политические взгляды и их свободное волеизъявление; подобную оценку дал и официальный представитель МИД РФ Александр Лукашевич.
С июня 2015 года Украина и ЕС имеют единую визовую систему. Тогда же глава представительства Евросоюза в России Вигаудас Ушацкас заявил, что могут быть сбои в работе новой визовой информационной системы ЕС, но они носят технический характер и не имеют отношения к политике. Представитель МИД Латвии Ивар Ласис рекомендовал «считаться с возможными ограничениями» в выдаче виз из-за частных поездок в Крым. Европейские эксперты — бывший министр иностранных дел Эстонии Кристийна Оюланд и аналитик варшавского Института общественных дел (пол. Instytut Spraw Publicznych) Лукаш Венерский высказали сомнения в том, что практика отказа в визах по причине посещения Крыма может быть введена без официального согласования на уровне Евросоюза.
20 июля 2015 года посол Германии в России Рюдигер фон Фрич в интервью «Интерфаксу» заявил, что поездка россиян в Крым не может стать причиной дальнейшего отказа в шенгенской визе либо причиной аннулирования уже действующей визы. Фрич отметил, что дополнительные ограничения на въезд существуют только для тех граждан, которые включены в чёрный список, ставший частью санкций, введенных Евросоюзом в отношении России после аннексии Крыма. Согласно заявлению Фрича, простых жителей Крыма, не включённых в санкционные списки, ограничения в выдаче шенгенских виз не касаются.
По данным корреспондента Travel.ru, собранным в июле 2015 года, жители Крыма могут получать шенгенские визы в визовых центрах Испании, Италии, Португалии и Франции, расположенных в любом регионе РФ. Визы в Австрию и Норвегию они могут получить только в консульствах этих стран в Москве, и только как граждане Украины. Визы в Германию, Литву, Польшу, Швейцарию и Эстонию — только на территории Украины, подконтрольной Киеву.
По информации интернет-портала «Крым. Реалии» радиостанции «Радио Свободная Европа», при получении визы по украинскому загранпаспорту необходимо представить справку с места работы с указанием зарплаты в гривнах, что для работающих в Крыму сделать затруднительно. По той же информации, сведения об [украинской] прописке гражданина на территории Крыма могут стать известными европейским дипломатам уже на стадии оформления документов для получения визы. Подтверждения этой информации в других источниках нет.
По данным работающего в Крыму «Агентства путешествий „Тур Этно“», были как случаи отказа в выдаче европейских виз жителям Крыма, обратившимся за этим с российскими паспортами, так и случаи, когда получить визу по российскому паспорту удавалось, и в это же время отказов в визе тем, кто обратился с загранпаспортами Украины, практически не было. Дополнительные сложности создало введённое Евросоюзом с 23 июня 2015 г. требование об обязательной сдаче биометрических данных для получения визы, которую можно произвести только при личной явке заявителя в консульство или визовый центр. Жители Крыма, обратившиеся за визой с украинскими загранпаспортами, могут её пройти в Киеве, Одессе, Львове, Харькове, Хмельницком или Ивано-Франковске, но не могут ни в соседней с Крымом Херсонской области Украины, ни в России. В результате среди число жителей Крыма, желающих поехать в ЕС, среди клиентов агентства значительно сократилось.
В связи с введением с 12 июня 2017 года безвизового режима въезда в ЕС граждан Украины пресс-атташе представительства Евросоюза на Украине Давид Стулик заявил, что жители Крыма смогут въехать в страны ЕС как без виз с биометрическими загранпаспортами Украины, так и по визам с российскими паспортами.
Возможны ограничения для предъявителей не только документов, выданных российскими властями на территории Крыма, но также других документов, в которых указывается российская принадлежность Крыма. Так, в августе 2015 года МИД Литвы на своей официальной странице в Twitter опубликовало фотографию выданного 24 декабря 2013 года (то есть до аннексии Крыма) заграничного паспорта гражданина России, родившегося в 1992 году; в графе «Место рождения» было указано «РЕСП. КРЫМ / RUSSIA». МИД заявило, что Литва не может принять такой паспорт и оказать консульские услуги его владельцу, поскольку «не признает аннексию Крыма». Остаётся неизвестным, было ли место рождения указано ошибочно или выдача такого загранпаспорта выражала позицию властей РФ, посчитавших, что и в 1992 году Республика Крым была в составе России.
Санкции ЕС запрещают европейским круизным судам заходить в порты на Крымском полуострове, а самолётам — в аэропорты, кроме аварийных случаев. Также запрещается продажа путёвок (туров), и в июне 2015 года полицией Латвии было заведено уголовное дело по фактам нарушения этого запрета туристическими компаниями. Но при этом нет полного запрета на частные поездки в Крым граждан и жителей стран ЕС.

#### ОБСЕ
Бюро по демократическим институтам и правам человека Организации по безопасности и сотрудничеству в Европе, направляющее международных наблюдателей на российские выборы в Государственную думу 2016 года, отказалось направлять долгосрочных наблюдателей на избирательные участки, расположенные на территории Крыма, мотивировав это тем, что по данному вопросу нет консенсуса 57 стран — участниц ОБСЕ.

#### Белоруссия
Министерство иностранных дел Республики Беларусь рекомендует гражданам страны учитывать нормы украинского законодательства при поездках на территорию полуострова Крым, «исходить из того, что въезд и выезд на территорию полуострова при следовании транзитом через материковую Украину с туристическими целями не представляется возможным», а через территорию России — «может послужить основанием для отказа во въезде на территорию Украины и привлечением к административной ответственности в соответствии с украинским законодательством».

#### Германия
Министерство иностранных дел Германии призывает своих граждан воздержаться от поездок в Крым, напоминая, что «с июня 2015 года для поездки в Крым необходимо получение разрешения от компетентных украинских органов, которое предоставляется для особых случаев, но не для туристических поездок», а въезд в Крым с территории России является нарушением украинского законодательства, что может повлечь за собой санкции.
Посольство Германии в России также рекомендует всем гражданам Германии не посещать Крым. В особенности данное предупреждение касается владельцев дипломатических и служебных паспортов ввиду того, что Германия не признает аннексию Крыма, считает это нарушением международного права и, соответственно, представители немецкого государства не имеют права совершать действия, которые могут быть расценены как немецкое признание аннексии Крыма. Кроме того, посольство отмечает, что в такой ситуации не сможет защитить своих граждан, владеющих обычными заграничными паспортами, поэтому поездки они будут осуществлять на свой страх и риск.

#### Израиль
Министерство иностранных дел Израиля официально предупреждает своих туристов, направляющихся в Крым, о необходимости получить разрешение правительства Украины для нахождения на территории полуострова, отмечая, что вход на территорию Крымского полуострова любыми другими путями, кроме как через территорию Украины, считается уголовным преступлением по украинским законам.
Кроме того, Израиль закрыл почетное консульство в Крыму.

#### Латвия
Министерство иностранных дел Латвии призывает воздержаться от поездок в Крым, указывая на «напряженную ситуацию с безопасностью на Крымском полуострове — незаконно аннексированной территории Украины, а также на то, что в этих условиях консульская помощь не может быть оказана путешественникам». Также МИД напоминает, что в соответствии с действующим законодательством Украины, «въезд на административные территории Украины, незаконно аннексированные Российской Федерацией», допускается только через посты украинских пограничных инспекционных, которые получили специальное разрешение властей, а несанкционированное пересечение границы Украины может привести к наступлению установленной законом ответственности, в том числе запрету для дальнейшего въезда на Украину.

#### Польша
Польша ликвидировала генеральное консульство в Севастополе.

#### США
По информации «Независимой газеты», известны случаи отказа россиянам в продлении американской визы в связи с визитом в Крым. В ответе посольства США о возможных визовых ограничениях для россиян, посетивших Крым без уведомления властей Украины, подчёркивается, что полуостров считается оккупированной украинской территорией. Как заявил пресс-атташе посольства США в России Уильям Стивенс, «решения о выдаче виз принимаются… в том числе исходя из способности заявителя продемонстрировать сильные связи с родной страной».
Государственный департамент США рекомендует гражданам США воздержаться от посещения Крыма и контролируемых вооружёнными формированиями ДНР и ЛНР районов в Донецкой и Луганской областях, а уже находящимся на этих территориях — как можно скорее покинуть их, потому что возможности американских властей по оказанию поддержки гражданам на этих территориях крайне ограничены.

## Авиасообщение
Международная организация гражданской авиации (ICAO) на переговорах, первый раунд которых состоялся 8 апреля 2014 года в Париже, подтвердила, что право на аэронавигационное обслуживание полетов в границах Симферопольского района полетной информации, включающего воздушное пространство над Крымом и окружающей акваторией Чёрного моря, принадлежит Украине. Государственное предприятие обслуживания воздушного движения Украины «Украэрорух» (укр. Украерорух) считает несогласованное с Украиной использование Россией украинского радиочастотного спектра, выход в эфир посторонних лиц на частотах Днепропетровского и Одесского центров управления воздушным движением и использование не по назначению аварийной радиочастоты 121,5 МГц, — серьёзной угрозой безопасности полётов. 4 июля ICAO в официальном письменном комментарии подтвердила свою позицию: «Позиция ИКАО не изменилась и по-прежнему отражает позицию ООН, а именно, что территория Крыма находится под контролем Украины».
Европейская организация по безопасности воздушной навигации (Евроконтроль) 2 апреля 2014 года проинформировала пользователей воздушного пространства о запрете, введённом Госавиаслужбой Украины, на осуществление авиаперелётов в Крым. В официальном сообщении организации по этому поводу было сказано: «Евроконтроль строго следует Конвенции ICAO о международной гражданской авиации и не признает любые односторонние декларации аэронавигационного обслуживания над какой-либо частью украинского воздушного пространства, исходящие не от украинской власти». 4 апреля Евроконтроль выпустил обязательную к исполнению рекомендацию всем авиакомпаниям облетать стороной воздушное пространство Крыма.
Федеральное управление гражданской авиации США с 29 декабря 2014 года установило запрет на полёты в симферопольском районе полётной информации (UKFV).

## Экономическая деятельность

### Позиции и меры сторон конфликта

#### Российская Федерация
Власти Российской Федерации признаю́т права собственности и другие гражданские права любых частных физических и юридических лиц, возникшие до аннексии Крыма Россией и зарегистрированные властями Украины, Автономной Республики Крым и города Севастополя; выданные этими властями документы продолжают действовать без дополнительного подтверждения российскими властями (ст. 12 Федерального конституционного закона от 21.03.2014 № 6-ФКЗ «О принятии в Российскую Федерацию Республики Крым и образовании в составе Российской Федерации новых субъектов Республики Крым и города федерального значения Севастополя»). Жители Крыма и Севастополя освобождены от уплаты государственной пошлины за регистрацию прав на недвижимость и транспортные средства, выдачу загранпаспортов, водительских удостоверений и ряда других российских документов.
Переходный период, в течение которого допускалось одновременное обращение российского рубля и украинской гривны, первоначально был установлен до 1 января 2016 года, однако вскоре он был сокращён до 1 июня 2014 года. До этой даты обмен гривен на рубли в кредитных организациях, работающих на территории Крыма, должен был осуществляться по официальному курсу ЦБ РФ. С июня 2014 года украинская гривна приравнивается к любой другой иностранной валюте, и её обмен производится по курсу, установленному кредитной организацией.

#### Украина
В первом чтении закона «Об обеспечении прав и свобод граждан и правовом режиме на временно оккупированной территории Украины» предполагалось запретить на территории Крыма ряд видов хозяйственной деятельности, в том числе:
- любая хозяйственная деятельность (предпринимательская и некоммерческая хозяйственная деятельность), если она подлежит государственному регулированию, в частности лицензированию, получению разрешительных документов, сертификации и т. п.;
- ввоз и/или вывоз товаров военного назначения;
- организация железнодорожных, автомобильных, морских, речных, паромных, воздушных сообщений;
- пользование государственными ресурсами, в том числе природными, финансовыми, кредитными;
- осуществление денежных переводов;
- финансирование перечисленной деятельности или содействие ей другими способами.

Нарушение этих запретов предусматривало уголовную ответственность в виде лишения свободы на срок от трёх до шести лет с конфискацией имущества. Однако подлежащая государственному регулированию хозяйственная деятельность допускалась в случаях, если она отвечала государственным интересам Украины, мирному урегулированию конфликта, деоккупации или гуманитарным целям.
Но в окончательно принятом законе таких запретов нет.
Сделки с недвижимым имуществом, находящимся на территории Крыма, и другие сделки, требующие государственной регистрации или нотариального удостоверения, должны регистрироваться только на территории Украины, подконтрольной Киеву; регистрация таких сделок и прав, осуществлённая российскими властями, не признаётся Украиной.
Все морские порты Крыма властями Украины объявлены закрытыми, а заход любых судов в них — незаконным; посадка и высадка людей на берег может расцениваться как незаконная переправка лиц через государственную границу.
К началу апреля 2015 года власти Украины задержали шесть морских судов под флагами Мальты, Молдавии, России и Тувалу, заходивших в порты Крыма; два судна арестованы; возбуждено около 70 уголовных дел по фактам нарушения правил международного судоходства. В ноябре 2015 года украинская прокуратура открыла уголовное производство против китайской компании, которая прокладывает подводный кабель в Крым, а в декабре 2016 года — против голландской компании Booking.com за оказание услуг по бронированию отелей в Крыму и продаже туров туда, что может привести к блокировке интернет-сайта этой компании на территории Украины (по информации от депутата Верховной Рады Георгия Логвинского). В июне 2017 года стало известно о возбуждении уголовного дела против украинского интернет-провайдера Wnet в связи с маршрутизацией трафика к точке доступа в Симферополе; провайдеру предъявлены обвинения в финансировании действий, совершённых с целью насильственной смены или свержения конституционного строя или захвата государственной власти, изменения границ территории или государственной границы Украины (ч. 3 ст. 110-2 УК Украины).

#### Свободная экономическая зона
И в России, и на Украине были приняты законы о создании свободной экономической зоны в Крыму. В России такой закон вступил в силу 1 января 2015 года и будет действовать 25 лет с возможностью продления; украинская Вільна економічна зона «Крим» создана на 10 лет, начиная с 27 сентября 2014 года. Российский закон предусматривает некоторые особенности налогообложения и контроля; украинский не предусматривает общегосударственных налогов и сборов с деятельности на территории Крыма.

#### Банковская деятельность
По распоряжению Национального банка Украины, к 6 июня 2014 года украинские банки полностью прекратили деятельность на территории Крыма. Для решения проблем с выдачей вкладов и уплатой кредитов клиентов украинских банков, прекративших деятельность в Крыму, на Украине «Агентством по страхованию вкладов» был создан «Фонд защиты вкладчиков Крыма». Российское «Агентство по страхованию вкладов» также занялось решением этих вопросов на территории Крыма; выплата вкладов осуществляется за счёт кредита ЦБ РФ, вопросы о расчётах с украинскими банками пока не урегулирован. Два местных банка, оказавшиеся под контролем местных жителей и властей Республики Крым, лишились украинских лицензий и продолжили свою деятельность в соответствии с российским банковским законодательством. В то же время несколько небольших российских банков начали свою деятельность на полуострове почти сразу же после его аннексии Россией, но большинство крупных российских банков не стали этого делать, опасаясь применения к ним санкций со стороны других государств и организаций. Возникали сложности с обслуживанием кредитных и дебетных карт международных платёжных систем, денежными переводами, розничным кредитованием.

### Позиции и меры третьих государств и организаций

#### В области торговли товарами и услугами, инвестирования
Европейский союз
В странах Европейского союза с июня 2014 года запрещено торговать с Крымом любыми товарами, не прошедшими оформления на таможне Украины. Также запрещён импорт в ЕС любых товаров, произведённых на территории Крыма, и экспорт в Крым оборудования и технологий, предназначенных для разведки и добычи полезных ископаемых, а также ряда товаров для использования в сферах энергетики, транспорта и связи. Европейским гражданам и компаниям запрещено приобретать недвижимость в Крыму, заниматься там финансовой или инвестиционной деятельностью, оказывать туристические услуги, связанные с посещением Крыма. Эти санкции продлевались в 2015, 2016, 2017 и 2018 годах; они установлены до 23 июня 2019 года с возможностью дальнейшего продления. В июле 2018 года интернет-компании RoomGuru и Booking.com объявили о выполнении ими санкций ЕС и прекращении оказания услуг по поиску и бронированию номеров в гостиницах на территории Крыма; Booking.com продолжает оказывать такие услуги приезжающим в Крым с целью работы или бизнеса, но не туризма и отдыха.
При этом известны факты доставки почтовых отправлений из Китая транзитом через Литву, а далее российскими операторами в Крым на адреса, в которых он указан как территория Российской Федерации; «Литовская почта» заявляет по этому поводу, что она выполняет международные соглашения, согласно которым транзитные отправления должны передаваться почте страны, указанной в адресе места назначения, а МИД Литвы утверждает, что санкции ЕС не распространяются на почтовые операции.
США
С 19 декабря 2014 года зарегистрированным в США компаниям запрещено вести бизнес с находящимися в Крыму гражданами и юридическими лицами, оказывать им какие-либо услуги или осуществлять инвестиции. Также запрещена прямая или опосредованная, возмездная или безвозмездная, поставка в Крым любых товаров, услуг и технологий, за исключением сельскохозяйственных товаров и медикаментов, из США, а также американскими гражданами и организациями откуда бы то ни было. Вследствие этого платёжные системы Visa и MasterCard прекратили обслуживание кредитных и дебетных карт, а также терминалов и банкоматов на территории полуострова. Регистратор доменных имён компания «Go Daddy» 31 января 2015 года разделегировала и выставила на продажу доменные имена, принадлежавшие жителям и организациям Крыма. Компания Google в январе 2015 года закрыла для крымских пользователей Интернета доступ ко всем платным услугам и коммерческим функциям. Социальная сеть Facebook приняла подобные меры только в начале июня 2016 года, когда крымским пользователям был закрыт доступ к SMM, SEO и любым платным услугам.
Высказывались опасения, что под этот запрет могут подпасть даже популярные бесплатные интернет-сервисы: GMail, Skype и другие, а также разработанное в США бесплатно распространяемое программное обеспечение, в том числе с открытыми исходными: кодами: Java, Firefox, Google Chrome. Но по состоянию на июнь 2016 года сведений об установлении и применении таких ограничений не поступало, а все бесплатные услуги и некоммерческий инструментарий Google и Facebook остаются доступными для абонентов из Крыма.
КНР
Правительство КНР рекомендовало предприятиям с государственным участием не сотрудничать с крымскими компаниями, а также не участвовать в каких-либо соглашениях или проектах в Крыму; на полностью частный китайский бизнес эти условия не распространяются.
Китайский интернет-магазин Aliexpress, принадлежащей транснациональной корпорации «Alibaba Group», не блокирует доступ для клиентов из Крыма, но не осуществляет доставку своих товаров по адресу в Крыму.
Грузия
Грузия запретила ввоз товаров, произведённых в Крыму, но при этом отказалась присоединяться к другим санкциям против России.
Израиль
Израиль, согласный с Украиной по крымскому вопросу, но при этом не поддерживающий санкции против России, не запрещает частным компаниям вести торговлю с Крымом, но официально предупреждает о том, что такая торговля связана с риском и наказуема по законам Украины.

#### В области глобальных проектов
Организация черноморского экономического сотрудничества
ОЧЭС «исходит из позиции уважения территориальной целостности Украины и уважения её признанных мировым сообществом границ, рассматривая АР Крым как неотъемлемую часть Украины», и на пути к реализации строительства Черноморской окружной магистрали будет действовать в соответствии с ней.

## Спорт
Генеральный секретарь Союза европейских футбольных ассоциаций (УЕФА) Джанни Инфантино 4 декабря 2014 года заявил, что УЕФА запретил крымским клубам выступать в российских соревнованиях с 1 января 2015 года. Также он указал, что УЕФА признаёт Крым специальной территорией, развитием которой будет заниматься непосредственно, а Российский футбольный союз (РФС) не будет иметь права проводить турниры на территории Крыма без разрешения УЕФА и Федерации футбола Украины (ФФУ). В тот же день Международная федерация футбола (ФИФА) официально заявила о том, что поддерживает решение УЕФА о запрете крымским клубам выступать в российских соревнованиях.

## Культура
ЮНЕСКО, изначально поддерживавшая позицию Украины по Крыму, заявила о прекращении своей работы в отношении единственного в Крыму объекта Всемирного культурного наследия — музея-заповедника «Херсонес Таврический», и не рассматривает вопросы о придании такого статуса другим объектам на территории полуострова.